# Idaea taiwana
Idaea taiwana är en fjärilsart som beskrevs av Alfred Ernest Wileman och South 1917. Idaea taiwana ingår i släktet Idaea och familjen mätare. Inga underarter finns listade i Catalogue of Life.